# Pitotbuis

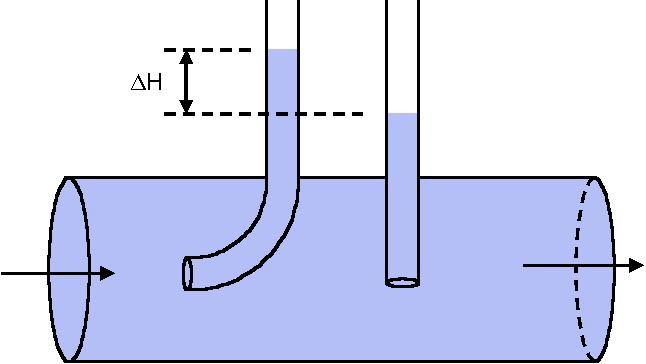
Pitotbuis meet piëzometrische hoogte (rechts) en lading (links)

De pitotbuis is een instrument voor het meten van de snelheid van een gas- of vloeistofstroom. Het is vernoemd naar Franse ingenieur Henri Pitot en wordt onder andere toegepast als snelheidsmeter in vliegtuigen.
Het principe van deze meetmethode is gebaseerd op het verschil tussen de hydrostatische druk (piëzometrische hoogte) en de lading of de som van de statische druk en de druk veroorzaakt door de snelheid van het gas of de vloeistof (dynamische druk of stuwdruk).

## Werking
In nevenstaande figuur is de werking weergegeven. De snelheid van de gas- of vloeistofstroom kan worden berekend met behulp van de Wet van Bernoulli. De volgende vergelijkingen kunnen worden afgeleid:
Als een pitotbuis in de leiding geplaatst wordt met de opening haaks op de vloeistofrichting, dan is de piëzometrische hoogte van de vloeistof op dat punt gelijk aan
{\displaystyle z+{\frac {p}{\rho g}}}
met z de hoogte van de vloeistof t.o.v. een referentiehoogte, p de vloeistofdruk, ρ de dichtheid en g de gravitatieconstante.
Wordt de opening evenwijdig aan de vloeistofstroom geplaatst, dan kan de lading berekend worden:
{\displaystyle z+{\frac {p}{\rho g}}+{\frac {v^{2}}{2g}}}
waarbij v de vloeistofsnelheid voorstelt.
Uit het drukverschil Δp (berekend uit het hoogteverschil ΔH in de buizen) kan de snelheid van de vloeistof berekend worden:
{\displaystyle v={\sqrt {2\Delta p/\rho }}}

## Gebruik

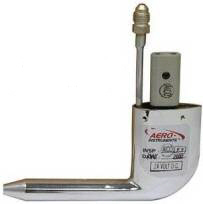
Pitotbuis zoals onder de vleugel van een vliegtuig bevestigd kan worden

Pitotbuizen kunnen gebruikt worden voor het meten van debieten, het volumedebiet is dan gelijk aan de snelheid maal de doorsnede van het kanaal waarin gemeten wordt. Hierbij moet er wel om gedacht worden dat het snelheidsprofiel in het kanaal (meestal een pijp) niet homogeen is en dat de pitotbuis de snelheid maar op één punt meet. Voor een grotere nauwkeurigheid worden in de praktijk dan ook meerdere pitotbuizen tegelijk of een dwars op de stroomrichting liggende dubbele buis met meerdere gatenparen toegepast.
Pitotbuizen worden in vliegtuigen gebruikt om de luchtsnelheid te bepalen. IJsvorming in pitotbuizen kan tot onjuist werkende snelheidsmeters leiden. Om dit te voorkomen worden pitotbuizen vaak van een verwarmingselement voorzien.